# الرايخ سليتر
الرايخ سليتر (بالألمانية: Reichsleiter) (الزعيم الوطني أو زعيم الرايخ) كان ثاني أعلى رتبة سياسية للحزب النازي (NSDAP)، بجوار مكتب الفوهرر فقط. شغل الرايخ سليتر أيضًا رتبة شبه عسكرية في الحزب النازي وكان أعلى منصب يمكن الوصول إليه في أي منظمة نازية.
ارتبط الرايخ سليتر مباشرة إلى أدولف هتلر. يشكل الرايخ سليتر جزءًا من Reichsleitung من NSDAP والذي كان موجودًا في الأصل في «براون هاوس» في ميونيخ. 